# Apeira
Apeira là một chi bướm đêm thuộc họ Geometridae.

## Các loài
- Apeira crenularia (Leech, 1897)
- Apeira ectocausta (Wehrli, 1935)
- Apeira latimarginaria (Leech, 1897)
- Apeira marmorataria (Leech, 1897)
- Apeira olivaria (Leech, 1897)
- Apeira productaria (Leech, 1897)
- Apeira syringaria – Lilac Beauty (Linnaeus, 1758)
- Apeira versicolor (Warren, 1894)
- Apeira viridescens (Warren, 1894)